# Isfahan International Airport
De luchthaven Isfahan International Airport of Esfahan Shahid Beheshti International Airport bevindt zich ongeveer 10 km noordoost van de stad Isfahan in de gelijknamige provincie Isfahan van Iran. De luchthaven is vernoemd naar Ayatollah Beheshti, die in Isfahan is geboren. Het luchthavengebouw telt één verdieping en heeft beperkte voorzieningen. Een nieuw luchthavengebouw wordt gebouwd om internationale passagiers te kunnen accommoderen.

## Kathami Air Base
De luchtmachtbasis The Khatami Air Base is het militaire deel van dit vliegveld dat aan de noordzijde van de startbanen ligt. Khatami is de 8ste tactische luchtmachtbasis van de Iraanse luchtmacht IIAF Western Area Command. Het is de thuisbasis van twee squadrons met tactische gevechtsvliegtuigen (81e en 82e squadron). Deze squadrons vliegen met Northop F-5E/F Tiger II, Sukhoi Su-24 en F-14 Tomcats gevechtsvliegtuigen. Er bevindt zich ook een SAR detachement met AB-212 helikopters.

## Luchtvaartmaatschappijen en bestemmingen
| luchtvaartmaatschappij | bestemming |
| ---------------------- | --- |
| Austrian Airlines      | Wenen (per april 2016) |
| Caspian Airlines       | Tehran-Mehrabad, Damascus |
| Fars Qeshm Air         | Mashhad |
| Gulf Air               | Bahrein |
| Iran Air               | Tehran-Mehrabad, Ahvaz, Bandar Abbas, Jam, Kerman, Kish Island, Shiraz, Bushehr, Sirri Island, Rasht, Abadan, Tabriz, Lavan Island, Zahedan, Baghdad, Dubai, Jeddah, Kuwait, Medina |
| Iran Air Tours         | Mashad, Bandar Abbas, Abadan, Ahvaz, Kish Island, Baghdad, Damascus, Najaf |
| Iran Aseman Airlines   | Teheran-Mehrabad, Mashad, Bandar Abbas, Kharg Island, Bahregan, Ahvaz, Asaluyeh, Jam                                                                                                |
| Iranian Airlines       | Mashad, Teheran-Mehrabad |
| Jazeera Airways        | Kuwait |
| Kish Air               | Kish Island, Mashad, Mahshahr, Asaluyeh, Dubai, Istanbul-Sabiha Gökçen |
| Mahan Air              | Mashad, Kermanshah |
| Naft Airlines          | Ahvaz, Asaluyeh, Teheran-Mehrabad, Sirri Island, Shiraz, Lamerd, Lavan Island |
| Saudi Arabian Airlines | Seasonal: Jeddah, Medina |
| Taban Air              | Ahvaz, Asaluyeh, Kermanshah, Kish Island, Mashad, Tehran-Mehrabad, Qeshm, Damascus, Dubai, Istanbul-Sabiha Gökçen                                                                   |
| Zagros Air             | Tehran-Mehrabad, Kish Island, Mahshahr, Mashad, Sirri Island |

## Ongelukken
- Op 15 februari 1965 raakte een Vickers Viscount van Iranian Airlines zwaar beschadigd nadat het door een harde landing door het rechter landingsgestel klapte.[1]
- Op 18 november 2009 raakte een Fokker 100 met registratie EP-CFO van Iran Air zwaar beschadigd. Na de start kon het landingsgestel niet worden ingetrokken, waarna het vliegtuig terugkeerde naar Isfahan. Tijdens de landing zakte het door het linker landingsgestel.[2]
- Op 15 januari 2010 raakte een andere Fokker 100 met registratie EP-IDA van Iran Air ook zwaar beschadigd toen het tijdens de landing door het neuswiel zakte.[3]
- Diezelfde maand verongelukte op 24 januari 2010 een Tupolev Tu-154 van Taban Air op een vlucht van Isfahan naar Mashhad gedurende een noodlanding. Wegens een zieke passagier is de nadering tijdens slechte zichtsomstandigheden in Mashhad toch doorgezet. Het vliegtuig werd volkomen verwoest en er waren 42 gewonden, maar er is niemand bij dit ongeluk omgekomen.[4][5][6]